# Ballata
Ballata (số nhiều: Ballate) là một hình thức thơ ca và âm nhạc nguyên thủy của Ý, sử dụng từ cuối thế kỷ thứ 13 đến thế kỷ thứ 15 (thường được gọi là Ars nova của Ý). Nó có cấu trúc nhạc AbbaA, với đoạn stanza đầu và cuối cùng giống nhau về nội dung. Do đó, nó tương tự nhất với hình thức âm nhạc của Pháp 'forme fixe' virelai (không phải là hình thức ballade như tên gọi có thể gợi ý). Đoạn "A" đầu và cuối gọi là ripresa, các dòng "b" gọi là piedi (chân), trong khi dòng thứ tư được gọi là "volta". Một số bài Ballate dài hơn có thể có cấu trúc AbbaAbbaA, v.v.. Không giống như hình thức virelai, hai dòng "b" thường có cùng một đoạn nhạc và chỉ trong các bài ballate về sau mới xuất hiện việc sử dụng các đoạn kết mở đầu và đoạn kết thứ hai (điểm riêng biệt cho các bài của Pháp). Thuật ngữ xuất phát từ động từ ballare, nghĩa là nhảy múa, và hình thức này chắc chắn khởi nguồn từ âm nhạc dân vũ.
Ballata là một trong những hình thức âm nhạc thế tục nổi bật nhất trong giai đoạn trecento, thời kỳ thường được biết đến như là ars nova của Ý. Ballate được hát vào cuối mỗi ngày trong tác phẩm Decameron của Boccaccio (chỉ có đúng một kiểu nhạc của những bài thơ này, do Lorenzo da Firenze viết, là còn được lưu giữ). Ballate cổ hơn, chẳng hạn như những bài được tìm thấy trong Rossi Codex, là đơn âm. Sau này, ballate mới xuất hiện cho hai hoặc ba giọng. Nhà soạn nhạc ballata nổi tiếng nhất là Francesco Landini, người đã sáng tác vào nửa sau của thế kỷ thứ 14. Những nhà soạn nhạc ballata khác bao gồm Andrea da Firenze, người đương thời với Francesco Landini, cũng như Bartolino da Padova, Johannes Ciconia, Prepositus Brixiensis và Zacara da Teramo. Vào thế kỷ thứ 15, cả Arnold de Lantins và Guillaume Dufay đều viết ballate; họ là một trong những người cuối cùng còn viết thể loại này.

## Các nhà soạn nhạc nổi bật
- Francesco Landini
- Lorenzo da Firenze
- Johannes Ciconia
- Zacara da Teramo
- Arnold de Lantins
- Guillaume Dufay